# Flawoksantyna
Flawoksantyna (E161a) – organiczny związek chemiczny z grupy ksantofili (podgrupa karotenoidów). Naturalny, żółtozłoty barwnik spożywczy. Jego niewielkie ilości można znaleźć w wielu gatunkach roślin.
Dopuszczalne dzienne spożycie wynosi 5 mg/kg masy ciała.

## Otrzymywanie i zastosowanie
Do celów przemysłowych uzyskuje się ją z jaskrów. Dziś używana jest rzadko, wyłącznie w przemyśle cukierniczym.